# Thiazzi (Mond)
Thiazzi (auch Saturn LXIII) ist einer der kleineren äußeren Monde des Planeten Saturn.

## Entdeckung und Benennung
Thiazzi wurde durch die Astronomen Scott Sheppard und David Jewitt (University of California) sowie Jan Kleyna (University of Hawaiʻi) auf Aufnahmen entdeckt, die vom 12. Dezember 2004 bis zum 22. März 2007 mit dem 8,2-m-Subaru-Teleskop am Mauna-Kea-Observatorium angefertigt wurden. Aus diesem Zeitraum konnten 19 weitere Saturnmonde nachgewiesen werden; die Entdeckung wurde am 8. Oktober 2019 bekannt gegeben. Als Entdeckungsdatum gilt der Tag der ersten Aufnahme, also der 12. Dezember 2004. Demzufolge erhielt der Mond die vorläufige Bezeichnung S/2004 S 33. Am 10. August 2021 erhielt der Mond die endgültige Nummer LXIII.
Das Carnegie Institution for Science rief mit der Bekanntgabe der Entdeckung die Öffentlichkeit dazu auf, bis zum 6. Dezember 2019 Namensvorschläge für die insgesamt 20 neuentdeckten Monde einzusenden. Es sollten entsprechend der Gruppenzugehörigkeit der Monde Namen von Riesen aus der gallischen, der nordischen oder der Inuit-Mythologie sein.
Am 24. August 2022 wurde der Mond durch das Minor Planet Center nach dem Riesen Þjazi aus der Nordischen Mythologie benannt. Er ist der Sohn von Alvaldi, Bruder von Gangr und Iði sowie Vater von Skaði und entführte die Göttin Iðunn, welche die Goldenen Äpfel bewachte, die den Göttern die ewige Jugend und damit auch die Unsterblichkeit verliehen. Þjazi wurde in Gestalt eines Adlers von den Asen durch das Verbrennen seiner Flügel getötet.
Der Beobachtungszeitraum von Thiazzi erstreckt sich vom 12. Dezember 2004 bis zum 22. März 2007; es liegen insgesamt 20 Beobachtungen über einen Zeitraum von drei Jahren vor.

## Bahneigenschaften
Thiazzi umkreist Saturn in drei Jahren und 308 Tagen auf einer stark elliptischen, retrograden Umlaufbahn zwischen 14.514.220 km und 33.821.899 km Abstand zu dessen Zentrum. Die Bahnexzentrizität beträgt 0,399, die Bahn ist 160,5° gegenüber dem Äquator von Saturn geneigt.
Der Mond ist Bestandteil der sogenannten Nordischen Gruppe von Saturnmonden, die den Planeten mit Bahnneigungen zwischen 145,2° und 177,5° und Bahnexzentrizitäten zwischen 0,130 und 0,580 retrograd umrunden.

## Physikalische Eigenschaften
Thiazzi besitzt einen Durchmesser von etwa 4 km. Die absolute Helligkeit des Mondes beträgt 15,9 m.